# Дуб белый
Дуб бе́лый (лат. Quércus álba) — вид деревьев рода Дуб семейства Буковые (Fagaceae).

## Ботаническое описание
Дерево до 25 м, иногда до 40 м высотой. Особенностью этого вида является его широкая крона, ветви которой широко раскидываются и идут параллельно земле. Кора светло-серая. Листья продолговато-овальные, 12—20 см длиной.

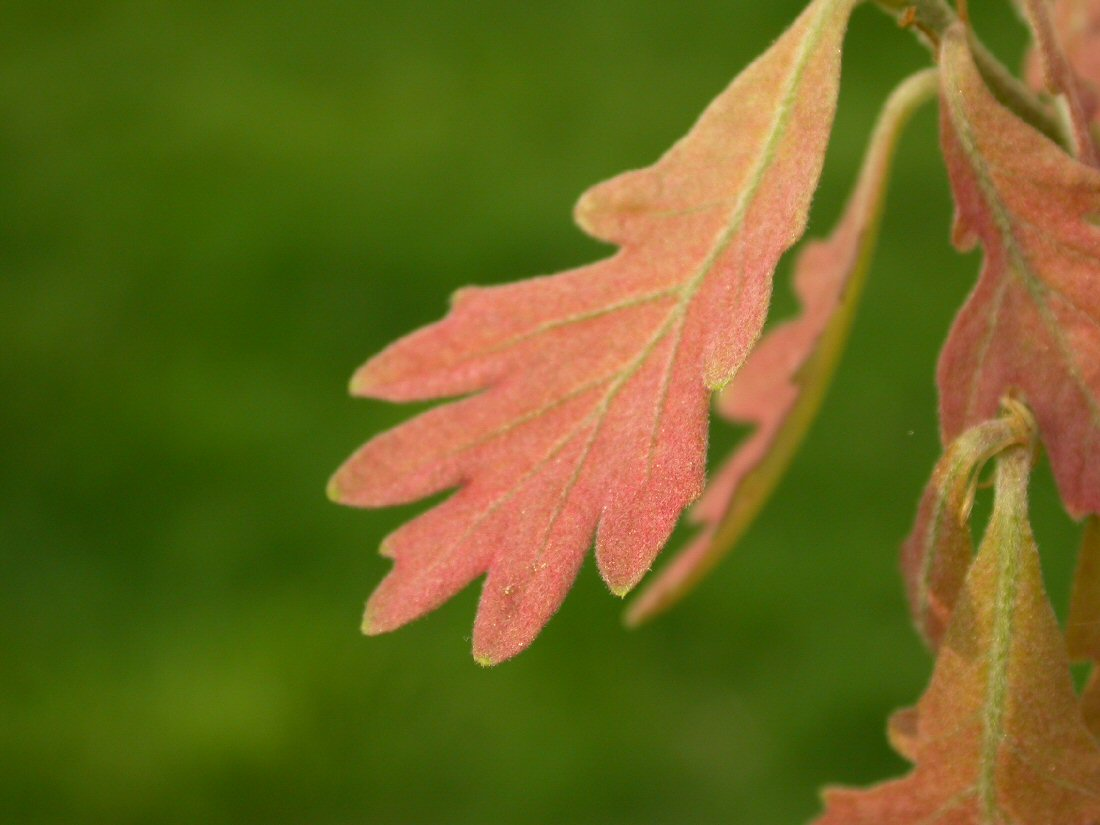
Молодые листья весной.
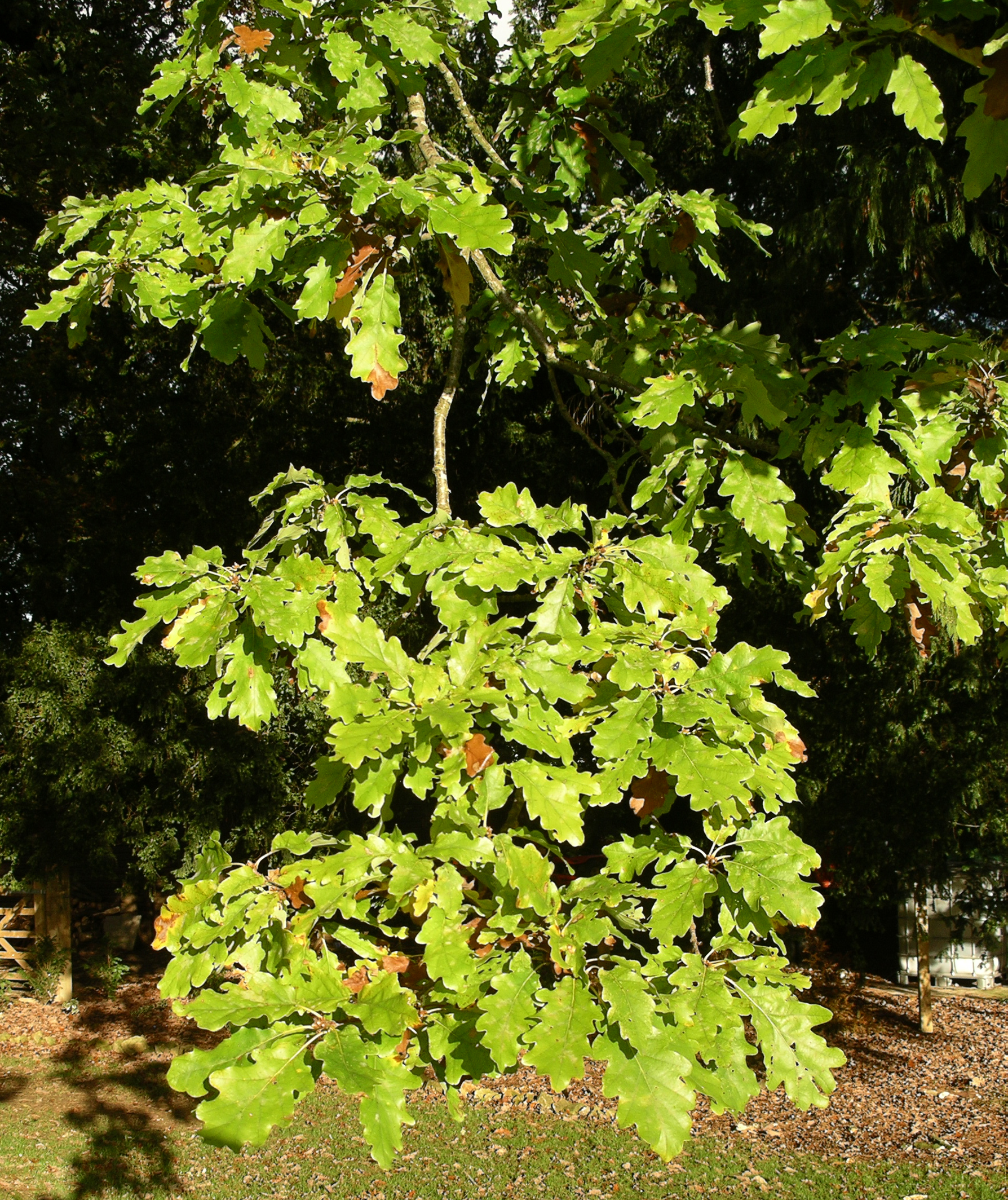
Побеги и листья.
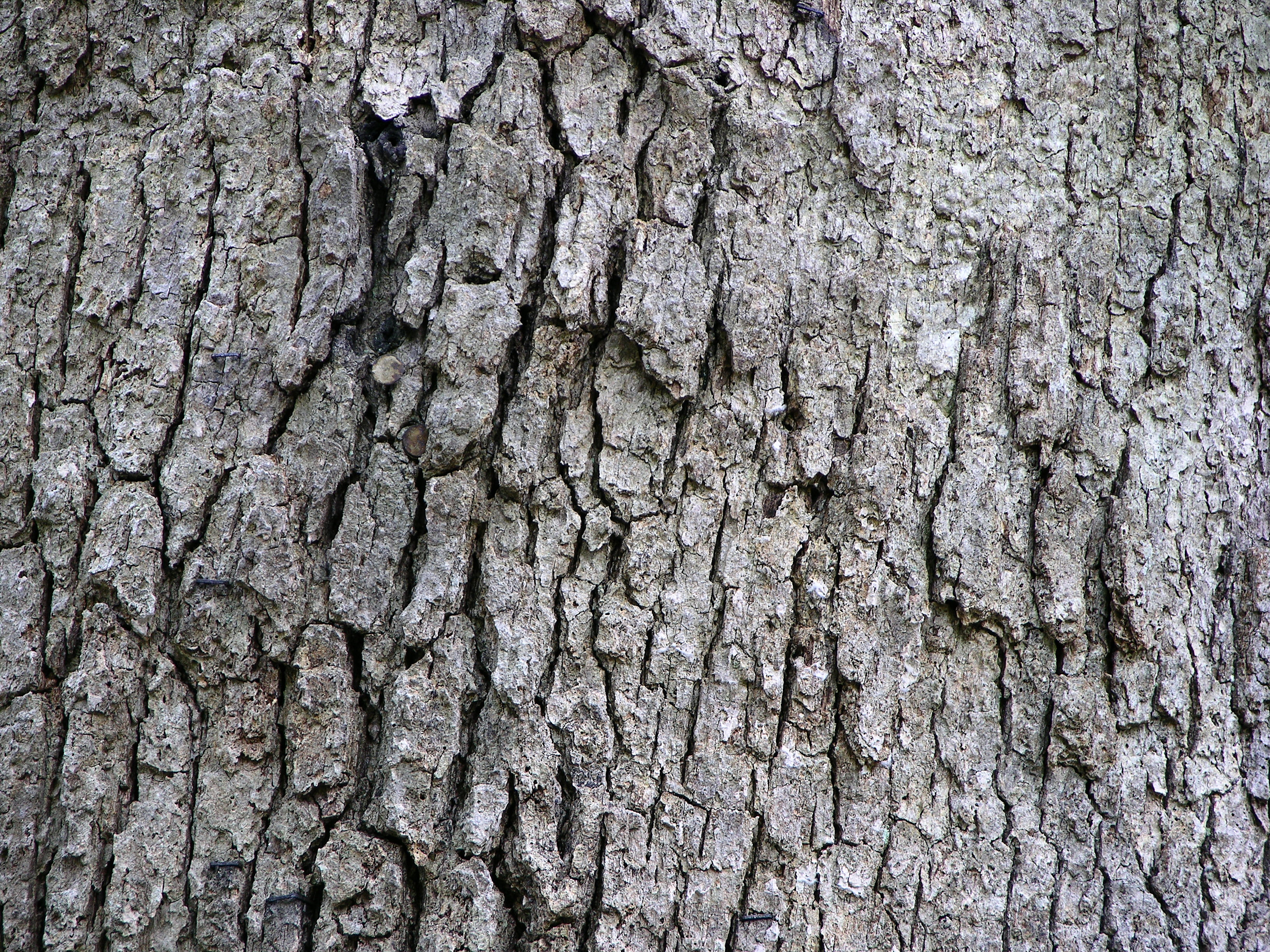
Кора взрослого дерева.
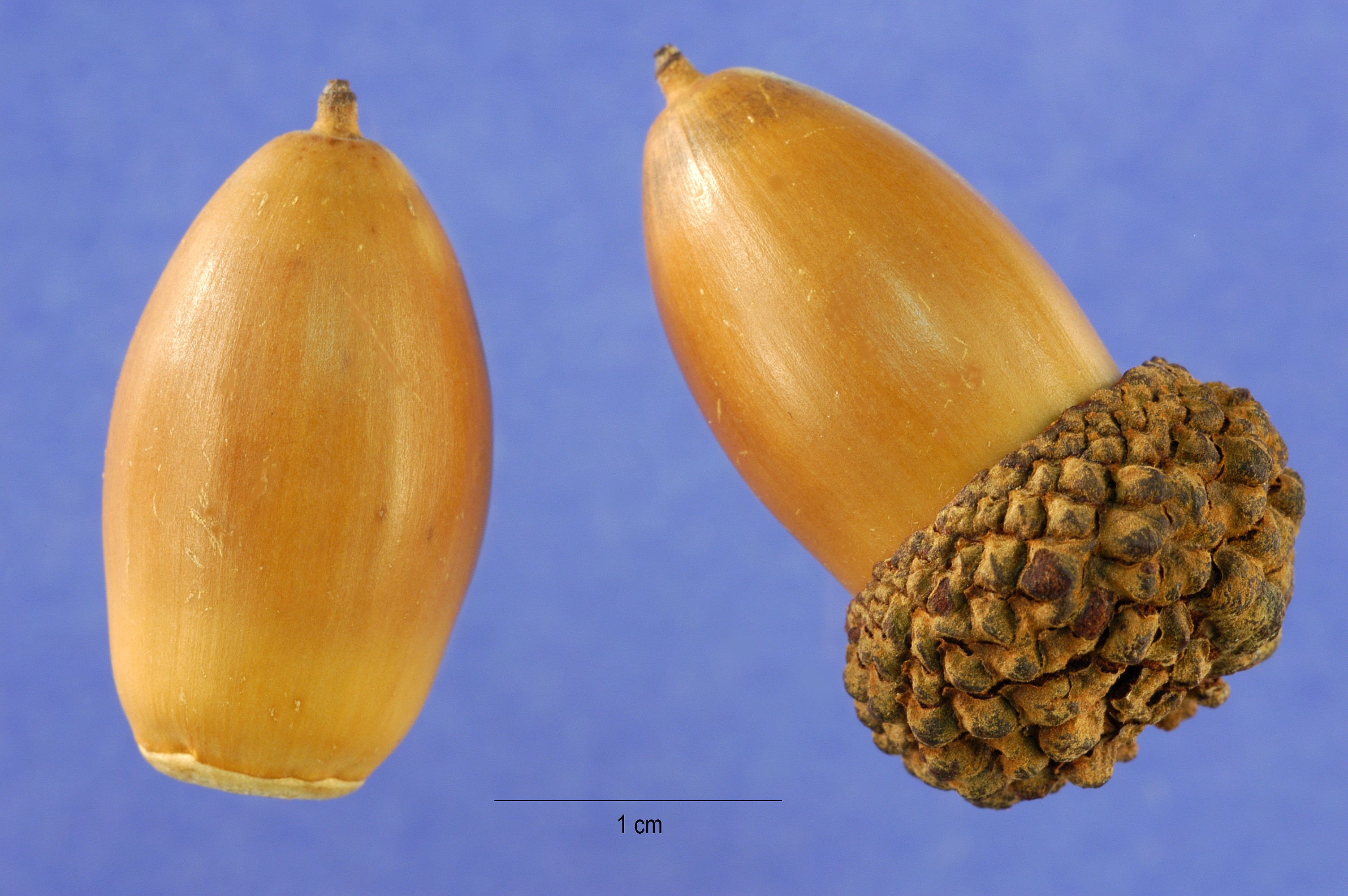
Жёлуди.

## Распространение и экология
В естественных условиях произрастает в восточной части Северной Америки от Квебека на севере до Флориды на юге.
Отдельные деревья достигают возраста 600 лет.

## Применение
Древесина дуба белого традиционно считается лучшей для производства бочек для виски и вина.

## В культуре
Дуб белый является природным символом — деревом штата Мэриленд в США.
Экземпляр белого дуба, произрастающий в городке Афины штата Джорджия, является местной туристической достопримечательностью.
В компьютерной игре Ace Attorney Investigations: Miles Edgeworth присутствует персонаж, названный в английской локализации как Кверкус Альба (англ. Quercus Alba), внешним видом напоминающий белый дуб и растения в целом.